# Urszula Chincz
Urszula Chincz (ur. 24 listopada 1977) – polska prezenterka telewizyjna, dziennikarka i reporterka, a także blogerka i pisarka. 
Urodziła się w 1977 roku. Jej ojcem był dziennikarz Andrzej Turski. Ukończyła studia na Wydziale Dziennikarstwa i Nauk Politycznych Uniwersytetu Warszawskiego. Od 2012 roku prowadziła wraz z Tomaszem Kammelem program na TVP2 zatytułowany „Pytanie na śniadanie”. Od 2014 roku występowała w programie „Dzień dobry TVN” jako reporterka, albo współprowadząca (w duecie m.in. z Dorotą Wellman, Bartoszem Węglarczykiem czy Marcinem Prokopem).
Poza pracą w telewizji prowadzi też blog oraz kanał na YouTube UlaPedantula.pl poświęcony organizacji i dekoracji domu.
Jest autorką poradnika „Pozamiatane, czyli jak ogarnąć dom” oraz współautorką (wraz z Anną Morawską) książki biograficznej „7 dni, Świat Andrzeja Turskiego”, poświęconej jej ojcu.